# Another Day in Paradise
"Another Day in Paradise" là một bài hát của nghệ sĩ thu âm người Anh quốc Phil Collins nằm trong album phòng thu thứ tư của ông, ...But Seriously (1989). Nó được phát hành vào ngày 23 tháng 10 năm 1989 như là đĩa đơn đầu tiên trích từ album bởi Atlantic Records cũng như Virgin Records, Warner Music Group và Legacy Recordings ở nhiều thị trường khác. Bài hát được viết lời bởi Collins và được sản xuất bởi nam ca sĩ và Hugh Padgham, với nội dung đề cập đến thực trạng vô gia cư trong xã hội, và là sự chuyển hướng đáng kể so với thể loại dance-pop từ album phòng thu trước của ông, No Jacket Required (1985).
Sau khi phát hành, "Another Day in Paradise" đã gặt hái nhiều giải thưởng và đề cử tại nhiều lễ trao giải lớn, bao gồm chiến thắng một giải Brit năm 1990 cho Đĩa đơn Anh quốc. Nó còn nhận được bốn đề cử giải Grammy cho Thu âm của năm, Bài hát của năm, Trình diễn giọng pop nam xuất sắc nhất, Video ca nhạc hình thái ngắn xuất sắc nhất tại lễ trao giải thường niên lần thứ 33, và chiến thắng giải đầu tiên. Tuy nhiên, bài hát cũng gây nên nhiều tranh cãi về chủ đề của nó và nhận được những phản ứng trái chiều từ các nhà phê bình âm nhạc.
Về mặt thương mại, "Another Day in Paradise" đạt được những thành công vượt trội trên toàn cầu, đứng đầu các bảng xếp hạng ở Bỉ, Canada, Đức, Ý, Na Uy, Thụy Điển và Thụy Sĩ, và lọt vào top 10 ở hầu hết những quốc gia nó xuất hiện, bao gồm vươn đến top 5 ở Áo, Phần Lan, Ireland, Hà Lan, New Zealand và Vương quốc Anh. Tại Hoa Kỳ, bài hát đạt vị trí số một trên bảng xếp hạng Billboard Hot 100 trong bốn tuần liên tiếp, trở thành đĩa đơn quán quân thứ bảy và cuối cùng của Collins tại đây. Ngoài ra, đây cũng là đĩa đơn quán quân cuối cùng của thập niên 1980 và đầu tiên của thập niên 1990 trên Hot 100.
Video ca nhạc cho "Another Day in Paradise" được đạo diễn bởi James Yukich, trong đó Collins trình diễn bài hát trong một căn phòng tối, xen kẽ với những hình ảnh về nạn vô gia cư. Để quảng bá bài hát, nam ca sĩ đã trình diễn nó trên nhiều chương trình truyền hình và lễ trao giải, bao gồm Top of the Pops và giải Grammy lần thứ 33. Nó còn xuất hiện trong nhiều album tổng hợp và album trực tiếp của ông như Serious Hits... Live! (1990) và ...Hits (2008). Sau khi phát hành, "Another Day in Paradise" cũng được hát lại bởi nhiều nghệ sĩ khác nhau, bao gồm Brandy và Ray J, Jam Tronik, Axxis, Novecento, và Hank Marvin.

## Danh sách bài hát
| Đĩa 12" 1. "Another Day in Paradise" (bản album) – 5:22 2. "Another Day in Paradise" (radio chỉnh sửa) – 4:04 Đĩa CD maxi 1. "Another Day in Paradise" – 5:15 2. "Saturday Night and Sunday Morning" – 1:25 3. "Heat on the Street" – 3:59 | Đĩa 7" 1. "Another Day in Paradise" – 4:48 2. "Heat on the Street" – 3:59 Đĩa 3" CD 1. "Another Day In Paradise" 5:19 2. "Saturday Night and Sunday Morning" 1:26 3. "Heat on the Street" 4:00 |

## Xếp hạng
| Bảng xếp hạng (1989–90)               | Vị trí cao nhất |
| ------------------------------------- | --------------- |
| Úc (ARIA)                             | 11              |
| Áo (Ö3 Austria Top 40)                | 2               |
| Bỉ (Ultratop 50 Flanders)             | 1               |
| Canada (RPM)                          | 1               |
| Canada Adult Contemporary (RPM)       | 1               |
| Châu Âu (European Hot 100 Singles)    | 1               |
| Phần Lan (Suomen virallinen lista)    | 2               |
| Pháp (SNEP)                           | 8               |
| Đức (Official German Charts)          | 1               |
| Ireland (IRMA)                        | 2               |
| Ý (FIMI)                              | 1               |
| Hà Lan (Dutch Top 40)                 | 2               |
| Hà Lan (Single Top 100)               | 1               |
| New Zealand (Recorded Music NZ)       | 5               |
| Na Uy (VG-lista)                      | 1               |
| Tây Ban Nha (AFYVE)                   | 9               |
| Thụy Điển (Sverigetopplistan)         | 1               |
| Thụy Sĩ (Schweizer Hitparade)         | 1               |
| Anh Quốc (OCC)                        | 2               |
| Hoa Kỳ Billboard Hot 100              | 1               |
| Hoa Kỳ Adult Contemporary (Billboard) | 1               |
| Zimbabwe (ZIMA)                       | 1               |

| Bảng xếp hạng (1989)                 | Vị trí |
| ------------------------------------ | ------ |
| Belgium (Ultratop 50 Flanders)       | 68     |
| Canada (RPM)                         | 78     |
| Europe (European Hot 100 Singles)    | 56     |
| France (SNEP)                        | 41     |
| Netherlands (Dutch Top 40)           | 47     |
| Netherlands (Single Top 100)         | 22     |
| Norway Winter Period (VG-lista)      | 4      |
| UK Singles (Official Charts Company) | 46     |
| Bảng xếp hạng (1990)                 | Vị trí |
| Austria (Ö3 Austria Top 40)          | 26     |
| Belgium (Ultratop 50 Flanders)       | 69     |
| Canada (RPM)                         | 23     |
| Canada Adult Contemporary (RPM)      | 27     |
| Denmark (Tracklisten)                | 19     |
| Europe (European Hot 100 Singles)    | 23     |
| Germany (Official German Charts)     | 3      |
| Italy (Hit Parade)                   | 3      |
| Netherlands (Dutch Top 40)           | 156    |
| Norway Winter Period (VG-lista)      | 4      |
| Switzerland (Schweizer Hitparade)    | 11     |
| US Billboard Hot 100                 | 7      |
| US Adult Contemporary (Billboard)    | 11     |

## Chứng nhận
| Quốc gia                                                                           | Chứng nhận | Số đơn vị/doanh số chứng nhận |
| ---------------------------------------------------------------------------------- | ---------- | ----------------------------- |
| Úc (ARIA)                                                                          | Vàng       | 35.000^                       |
| Pháp (SNEP)                                                                        | Bạc        | 200.000*                      |
| Đức (BVMI)                                                                         | Vàng       | 0^                            |
| Thụy Điển (GLF)                                                                    | Bạch kim   | 50.000^                       |
| Anh Quốc (BPI)                                                                     | Bạc        | 200.000^                      |
| Hoa Kỳ (RIAA)                                                                      | Vàng       | 500.000^                      |
| * Chứng nhận dựa theo doanh số tiêu thụ. ^ Chứng nhận dựa theo doanh số nhập hàng. |            |                               |